# Мирзоев, Арзу Ирза оглы
Арзу Ирза оглы Мирзоев (азерб. Arzu İrza oğlu Mirzəyev ; 1 января 1962 — 3 сентября 2020, Гянджа) — советский и азербайджанский футболист, полузащитник, азербайджанский футбольный тренер. Мастер спорта СССР.

## Биография
Начал играть в футбол на взрослом уровне в команде «Прогресс»/«Динамо» (Кировабад) во второй лиге СССР. В 1984 году перешёл в ведущий клуб республики — бакинский «Нефтчи». Дебютный матч в высшей лиге сыграл 19 мая 1984 года против «Металлиста», а первый гол забил 11 августа 1984 года в ворота ЦСКА. Сезон 1985 года начал снова в Кировабаде, но летом вернулся в «Нефтчи», где непрерывно играл следующие шесть лет. В высшей лиге СССР в 1984—1988 годах провёл 94 матча, забил один гол. Финалист Кубка Федерации 1988 года. После вылета бакинского клуба в первую лигу ещё два с половиной сезона продолжал играть за команду. Всего за «Нефтчи» во всех турнирах сыграл более 180 матчей. Летом 1991 года вернулся в Гянджу (Кировабад) и провёл полсезона в местном клубе.
После распада СССР отыграл два сезона в высшей лиге Азербайджана за «Туран» (Товуз). Бронзовый призёр чемпионата 1992 и 1993 годов.
Работал главным тренером клубов «Кяпаз» (Гянджа), «Нарзан» (Гедабек). В последние годы жизни работал детским тренером в спортивном центре «Техсил» (Гянджа).